# Francesc d'Assis Planas Doria
Francesc d'A. Planas Doria (Sabadell, 6 de diciembre de 1879 - Barcelona, 29 de diciembre de 1955) fue un pintor español postimpresionista.

## Biografía artística
Su primer maestro en Sabadell es Joan Vila Cinca. Posteriormente estudia en la “Real Academia de Bellas Artes de San Fernando” en Madrid y en la “Escola de Belles Arts de Sant Jordi(Llotja)” en Barcelona con los maestros Josep Calbó y Antoni Caba. Completa sus estudios en Bruselas. Durante unos años compagina los negocios familiares con la pintura. En 1921 expone por primera vez conjuntamente con otro artista en el Saló Serra de Barcelona y en 1926 expone individualmente por primera vez en la Sala Parés de Barcelona. En 1931 abandona toda su actividad mercantil para dedicarse exclusivamente a la pintura hasta su muerte en 1955.

## Biografía familiar
La familia Planas posee extensas propiedades en Les Corts (la masía y los terrenos del F. C. Barcelona), Sant Martí de Provençals y Badalona.. Su padre se dedica a los negocios en Sabadell. En 1907 se casa con Assumpció Viloca Puig, hija de un industrial textil de Sabadell. Sus descendientes son dos hijas y cinco nietos. La única con vocación artística es su nieta Glòria Rognoni, actriz, dramaturga y directora teatral.

## Cargos y distinciones
En  1921 gana dos premios en el concurso “Barcelona vista pels seus artistas”. En 1935 obtiene el Premio de Honor en el “Salón de Otoño” de Madrid. En 1936 es nombrado presidente del “Reial Cercle Artístic de Barcelona” y en 1942 vicepresidente de la “Agrupació de Aquarel•listes de Catalunya”. Acabada la guerra civil (1936 - 1939) se incorpora como artista a la Junta de Obras de la Basílica de Santa María del Pi de Barcelona para su reconstrucción. En 1945 el “Ajuntament de Sabadell” le concede la Medalla de Plata de la ciudad.

## La obra
Planas Doria dice de sí mismo que es un paisajista urbano. Dedicado siempre al arte figurativo en 1926 escribe: “No me creo autorizado para juzgar el nuevo arte, pero debo deciros de manera clara y terminante que a mí no me gusta y si algún día vieseis que lo pinto, pensad que no soy yo”. En 2005 con motivo del cincuentenario de su muerte el crítico Arnau Puig titula su conferencia en el Reial Cercle Artístic: “De Claudio de Lorena y el paisaje escenográfico al paisaje natural de Planas Doria”. Destaca que los maestros de Planas Doria en Llotja son escenógrafos. Las obras del pintor denotan esta influencia tanto en los encuadres como en la iluminación.
El periodista Plácid García-Planas en 2006 refiriéndose a Planas Doria escribe en “La Vanguardia” el artículo “El pintor de fábricas”. En su opinión  “poquísimos artistas catalanes – por no decir ninguno- pintó tantos vapores y altos hornos. Y, quizás lo más interesante, en pocas biografías catalanas el arte y la industria están tan bien compenetrados”. 
Entre 1912 y 1931 realizó diversas obras con temas de Montcada i Reixac, incluyendo una pintura de la fábrica Asland situada en este municipio. Refiriéndose a esta obra Francesc Fontbona miembro del “Institut d’Estudis Catalans” escribe: “De un tema positivamente feo realiza una pintura brutalmente bella, que no desentonaría en ninguna antología de la pintura de su tiempo”.
Planas Doria tiene una excelente acogida en el País Vasco precisamente por la luz mediterránea con la que contempla los paisajes cantábricos. El crítico Ricard Mas escribe: “Con plazas fuertes en Barcelona, Bilbao y Madrid donde expone paisajes y vistas urbanas de toda España, principalmente de Calalunya y del País Vasco.”
Se conserva documentación de exposiciones realizadas en Londres y en Buenos Aires. Se le han dedicado cinco exposiciones póstumas. En mayo de 2013 se subasta su obra “Plaza de San Juan de Solsona” en la sala “Ankara Antikacilic” de Ankara (Turquía).

## El archivo Planas Doria
En 2005 se crea el archivo Planas Doria.  Su misión es catalogar todas las obras del artista de las que se tenga constancia y conservar todos los documentos y recuerdos de su vida. A cada obra se le asigna un número de referencia y se registran: título, medidas, técnica, fecha, foto y soporte pictórico. Ya se han sobrepasado las 1300 referencias. Los propietarios de obras de Planas Doria se dirigen al archivo para comprobar si las obras de su propiedad tienen número de referencia y ,en su caso, solicitarlo.

## La “Associació Planas Doria”
La “Associació Planas Doria”
En 2010 se constituye formalmente la “Associació Planas Doria”. Su misión es preservar la memoria del artista y promover iniciativas que permitan una mayor difusión de su personalidad. El presidente de la asociación es Víctor Obach, nieto mayor del pintor.